# Willem van der Codde
Willem van der Codde of Gulielmus Coddaeus (Rijnsburg, 8 februari 1575 – Leiden, na 1625), was een theoloog en publicist uit Leiden.

## Biografie
Hij werd als zoon van Jacob van der Codde in Rijnsburg geboren. Hij genoot een opleiding theologie onder de professoren Franciscus Raphelengius, Franciscus Junius, Lucas Trelcatius, en Franciscus Gomarus. Hij werd in 1601 aangesteld tot hoogleraar in de oosterse talen in Leiden. Van der Codde werd wegens zijn steun aan de Remonstranten in 1619 uit zijn ambt gezet en in 1623 tijdelijk in het gevang gezet. Hij overleed na 1625.

## Loopbaan
- 1594: promotie
- 8 augustus 1601: buitengewoon hoogleraar in Oosterse Talen
- 10 november 1602: gewoon hoogleraar in Oosterse Talen
- 1616-1617: rector magnificus
- 1619: geschorst
- 1621: uit dienst [1]

## Publicaties
- Declaratio D. Jacobi Arminii, quâ coram potentissimis Hollandiae et Westfrisiae Ordinibus sententiam suam explicuil de Praedestinatione, Providentia Dei, et id genus spectantibus aliis doctrinae capitibus, in linguam Latinam conversa, Lugd. Batavorum [Leiden], 1608
- Notae ad Grammaticam Hebraeam Martini Navarri Morentini, Lugd. Bat., 1612
- Oratio funebris in laudem celeberrimi Mathematici D. Rudolphi Snellii, Lugd. Bat., 1613
- Hoseas Propheta Ebraicè et Chaldaicè cum duplici versione Latina et Commentariis Ebraicis trium doctissimorum Judaeorum, Salomonis Jarchi, Aben Ezrae et Davidis Kimchi, Masora item parva, ejusque et Commentariorum Latina quoque interpretatione; accedunt in fine succinctae annotariones Guil. Coddaei, Lugd. Bat., 1621
- Sylloge vocum versuumque proverbialium, Lugd. Bat., 1623
- Fragmenta Comoediarum Aristophanis, Lugd. Bat., 1623

- Bibliothèque nationale de France: cb121142083 (data)
- Biografisch Portaal: 99962210
- Gemeinsame Normdatei: 100782469
- International Standard Name Identifier: 0000 0001 1838 8187
- Library of Congress Control Number: no94012529
- Nationale Bibliotheek van Tsjechië: mzk2010597134
- Nationale Bibliotheek van Israël: 987007358050805171
- Nederlandse Thesaurus van Auteursnamen: 06998168X
- LIBRIS: 264436
- Système universitaire de documentation: 029535972
- Virtual International Authority File: 59439780
- WorldCat: E39PBJqbjBTgjyKrG9kJKmDrMP